# Maryna Anzybor
Maryna Mykolajiwna Anzybor (ukrainisch Марина Миколаївна Анцибор; * 10. Oktober 1987 in Konotop, Ukrainische SSR) ist eine ehemalige ukrainische Skilangläuferin.

## Werdegang
Anzybor nahm von 2008 bis 2022 am Eastern Europe Cup und am Weltcup teil. Im Eastern Europe Cup holte sie vier Siege und belegte in der Saison 2012/13 den achten Platz in der Gesamtwertung. Ihre besten Platzierungen bei den nordischen Skiweltmeisterschaften 2007 in Sapporo waren der 35. Platz über 10 km Freistil und der 12. Rang in der Staffel. Im Dezember 2007 lief sie in Kuusamo ihr erstes Weltcuprennen, welches sie mit dem 61. Platz im Sprint beendete. Zwei Wochen danach in Rybinsk holte sie mit dem 28. Platz ihre ersten Weltcuppunkte. Im Februar 2008 erreichte sie in Liberec mit dem 19. Platz über 7,6 km Freistil ihr bestes Weltcupeinzelergebnis. Ihre besten Platzierungen bei den nordischen Skiweltmeisterschaften 2009 in Liberec waren der 30. Platz im 30-km-Massenstartrennen und der 11. Rang in der Staffel. Bei den Olympischen Winterspielen 2010 in Vancouver belegte sie den 37. Platz über 10 km Freistil und den 13. Platz in der Staffel. Im Februar 2011 holte sie bei der Winter-Universiade 2011 in Erzurum Silber mit der Staffel. Ihre besten Resultate bei den nordischen Skiweltmeisterschaften 2011 in Oslo waren der 40. Platz im 30-km-Massenstartrennen und der 12. Rang in der Staffel. Die Tour de Ski 2011/12 und 2012/13 beendete sie auf dem 44. und dem 35. Platz. Bei der Winter-Universiade 2013 in Lago di Tesero gewann sie Bronze über 5 km Freistil und Gold mit der Staffel. Ihre besten Ergebnisse bei den nordischen Skiweltmeisterschaften 2013 im Val di Fiemme waren der 47. Rang im 15-km-Skiathlon und der zehnte Rang in der Staffel. Bei den Olympischen Winterspielen 2014 in Sotschi erreichte sie den 34. Platz im Sprint und den 12. Platz in der Staffel. Ihre besten Resultate bei den nordischen Skiweltmeisterschaften 2015 in Falun waren der 40. Platz über 10 km Freistil und der 11. Platz mit der Staffel. Bei der Nordic Opening in Ruka zu Beginn der Saison 2015/16 belegte sie den 73. Platz. Ihre besten Ergebnisse bei den Olympischen Winterspielen 2018 in Pyeongchang waren der 46. Platz über 10 km Freistil und der 19. Rang zusammen mit Tetjana Antypenko im Teamsprint und bei den nordischen Skiweltmeisterschaften 2021 in Oberstdorf der 41. Platz im 30-km-Massenstartrennen und der 13. Rang mit der Staffel. Bei den Rollerski-Weltmeisterschaften 2021 im Val di Fiemme gewann sie die Bronzemedaille im Teamsprint. Im folgenden Jahr nahm sie bei den Olympischen Winterspielen in Peking an sechs Rennen teil. Ihre besten Resultate dabei waren der 37. Platz im 30-km-Massenstartrennen und der 18. Rang im Teamsprint sowie mit der Staffel.

## Siege bei Continental-Cup-Rennen
| Nr. | Datum             | Ort     | Disziplin       | Serie              |
| --- | ----------------- | ------- | --------------- | ------------------ |
| 1.  | 13. Januar 2011   | Charkiw | 10 km klassisch | Eastern Europe Cup |
| 2.  | 19. Januar 2013   | Charkiw | Sprint Freistil | Eastern Europe Cup |
| 3.  | 20. Januar 2013   | Charkiw | 10 km Freistil  | Eastern Europe Cup |
| 4.  | 21. Dezember 2017 | Syanki  | 5 km Freistil   | Eastern Europe Cup |

## Teilnahmen an Weltmeisterschaften und Olympischen Winterspielen

### Olympische Spiele
- 2010 Vancouver: 13. Platz Staffel, 37. Platz 10 km Freistil
- 2014 Sotschi: 10. Platz Staffel, 32. Platz 30 km Freistil Massenstart, 33. Platz Sprint Freistil, 46. Platz 15 km Skiathlon
- 2018 Pyeongchang: 19. Platz Teamsprint Freistil, 46. Platz 10 km Freistil, 53. Platz 15 km Skiathlon, 56. Platz Sprint klassisch
- 2022 Peking: 18. Platz Teamsprint klassisch, 18. Platz Staffel, 37. Platz 30 km Freistil Massenstart, 54. Platz Sprint Freistil, 56. Platz 15 km Skiathlon, 58. Platz 10 km klassisch

### Nordische Skiweltmeisterschaften
- 2007 Sapporo: 12. Platz Staffel, 16. Platz Teamsprint Freistil, 35. Platz 10 km Freistil, 53. Platz Sprint klassisch
- 2009 Liberec: 11. Platz Staffel, 30. Platz 30 km Freistil Massenstart, 42. Platz 10 km klassisch, 47. Platz Sprint Freistil
- 2011 Oslo: 12. Platz Staffel, 40. Platz 30 km Freistil Massenstart, 50. Platz 15 km Skiathlon, 57. Platz Sprint Freistil
- 2013 Val di Fiemme: 10. Platz Staffel, 19. Platz Teamsprint Freistil, 47. Platz 15 km Skiathlon, 49. Platz 10 km Freistil
- 2015 Falun: 11. Platz Staffel, 14. Platz Teamsprint Freistil, 39. Platz 10 km Freistil, 47. Platz Sprint klassisch
- 2021 Oberstdorf: 13. Platz Staffel, 18. Platz Teamsprint Freistil, 41. Platz 30 km klassisch Massenstart, 49. Platz 10 km Freistil, 54. Platz 15 km Skiathlon, 64. Platz Sprint klassisch